# Hololena tulareana
Hololena tulareana är en spindelart som beskrevs av Chamberlin och Ivie 1942. Hololena tulareana ingår i släktet Hololena och familjen trattspindlar. Inga underarter finns listade i Catalogue of Life.